# Adolf Koelsch
Adolf Koelsch (* 7. Juli 1879 in Buch am Ahorn, Baden; † 3. Februar 1948 in Rüschlikon, Kanton Zürich) war ein Schweizer Biologe und Schriftsteller.

## Leben
Adolf Koelsch war gebürtiger Deutscher und entstammte einer Pfarrerfamilie. Er studierte an der Universität Heidelberg und promovierte dort 1900. Anschließend war er als Journalist in Würzburg tätig. 1904 übersiedelte er in die Schweiz und ließ sich in Zürich nieder. Er verfasste populärwissenschaftliche Werke zu botanischen und zoologischen Themen und schrieb als Kolumnist für das Feuilleton der Neuen Zürcher Zeitung. Daneben veröffentlichte er Romane, Erzählungen und eine Biografie des Narkose-Pioniers William T. G. Morton. Adolf Koelsch, der ab 1912 in Rüschlikon lebte, versuchte sich auch als Landschaftsmaler und Aquarellist.

## Werke
- Biologische Spaziergänge durch die Kleintier- und Pflanzenwelt, Stuttgart 1908
- Durch Heide und Moor, Stuttgart 1910
- Mit Vögeln und Fischen auf Reisen, Stuttgart 1910
- Von Pflanzen zwischen Dorf und Trift, Stuttgart 1910
- Bunte Beute, Stuttgart 1912
- Würger im Pflanzenreich, Stuttgart 1912, doi:10.5962/bhl.title.63804
- Der blühende See, Stuttgart 1913
- Steine und Brot, Wien 1917
- Das Erleben, Berlin 1919
- Die Verwandlungen des Lebens, Zürich 1919
- Verjüngungskuren und andere physiologische Plaudereien, Zürich 1920
- Werkstatt des Lebens, Zürich 1920
- Das Geheimnis der Hormone, Zürich 1921
- Kreatur, Frankfurt a. M. 1921
- Gottfried Mind, der Katzen-Raffael, Zürich 1924
- Der Mann im Mond, Leipzig 1924
- Der singende Flügel, Leipzig 1924
- Gaukler des Lebens, Leipzig 1925
- Longin und Dore, Leipzig 1925
- Hände und was sie sagen, Zürich [u. a.] 1929
- Das Gesicht des Tieres, Schaubücher 29. Zürich : Orell Füssli, 1931
- Geliebtes Leben, Zürich [u. a.] 1935
- In jedem Jahr, Zürich [u. a.] 1937
- Narkose, Zürich [u. a.] 1938
- Es ist sehr weit zum Paradies, Zürich 1944
- Greif nur hinein …, Rüschlikon-Zch. 1946
- Der Herr der Welt inkognito, Rüschlikon-Zch. 1947
- Wunder in uns, Rüschlikon-Zürich 1948
- Spielwerk des Lebens, Rüschlikon-Zürich 1949
- Hundeballade, St. Gallen 1951